# Karolina (powiat miński)
Karolina – wieś sołecka w Polsce położona w województwie mazowieckim, w powiecie mińskim, w gminie Mińsk Mazowiecki. Leży w  północnej części gminy. Dojazd do Mińska Mazowieckiego poprzez Wólkę Mińską i Starą Niedziałkę.
Wierni Kościoła rzymskokatolickiego należą do parafii Matki Bożej Dobrej Rady w Wólce Mińskiej.

## Historia
W 1827 r. w m. Karolin, należącej do parafii w Mińsku, w 10 domach żyło 49 mieszkańców. Była to wieś prywatna.
Według Powszechnego Spisu Ludności z 1921 roku było tu 51 budynków z przeznaczeniem mieszkalnym oraz 358 mieszkańców (168 mężczyzn i 190 kobiet). Wszyscy podali narodowość polską i wyznanie rzymskokatolickie.
W latach 1975–1998 miejscowość administracyjnie należała do województwa siedleckiego.

## Urodzeni w Karolinie
- Feliks Tarczyński (ur. 22 maja 1893 w Karolinie, zm. 25 maja 1943 w Warszawie) – polski nauczyciel i działacz spółdzielczy[11]
- Antoni Jan Tarczyński (ur. 11 czerwca 1953 w Karolinie) – polski polityk, samorządowiec, poseł na Sejm II kadencji.